# La Mulatière
La Mulatière ist eine französische Gemeinde mit 6554 Einwohnern (Stand: 1. Januar 2022) in der Métropole de Lyon in der Region Auvergne-Rhône-Alpes. La Mulatière ist Teil des Arrondissements Lyon und gehörte bis 2015 zum Kanton Sainte-Foy-lès-Lyon. Die Einwohner werden Mulatin(e)s genannt.

## Geographie
La Mulatière liegt an der westlichen Stadtgrenze von Lyon am Zusammenfluss von Saône und Rhône. Nachbargemeinden sind Lyon im Norden und Osten, Oullins-Pierre-Bénite im Süden und Sainte-Foy-lès-Lyon im Westen.
Durch die Gemeinde führt die Autoroute A7 von Lyon nach Marseille.

## Geschichte
1885 wurde der damalige Ortsteil der Gemeinde Sainte-Foy-lès-Lyon zur eigenständigen Gemeinde erhoben.

## Bevölkerungsentwicklung
| Jahr                       | 1962 | 1968 | 1975 | 1982 | 1990 | 1999 | 2006 | 2011 |
| Einwohner                  | 7588 | 8073 | 7886 | 7716 | 7296 | 6733 | 6580 | 6556 |
| Quellen: Cassini und INSEE |      |      |      |      |      |      |      |      |

## Persönlichkeiten
- Gilbert Rougier (1886–1947), Astronom

## Sehenswürdigkeiten
Das Aquarium des Grand Lyon befindet sich in La Mulatière.

## Weblinks

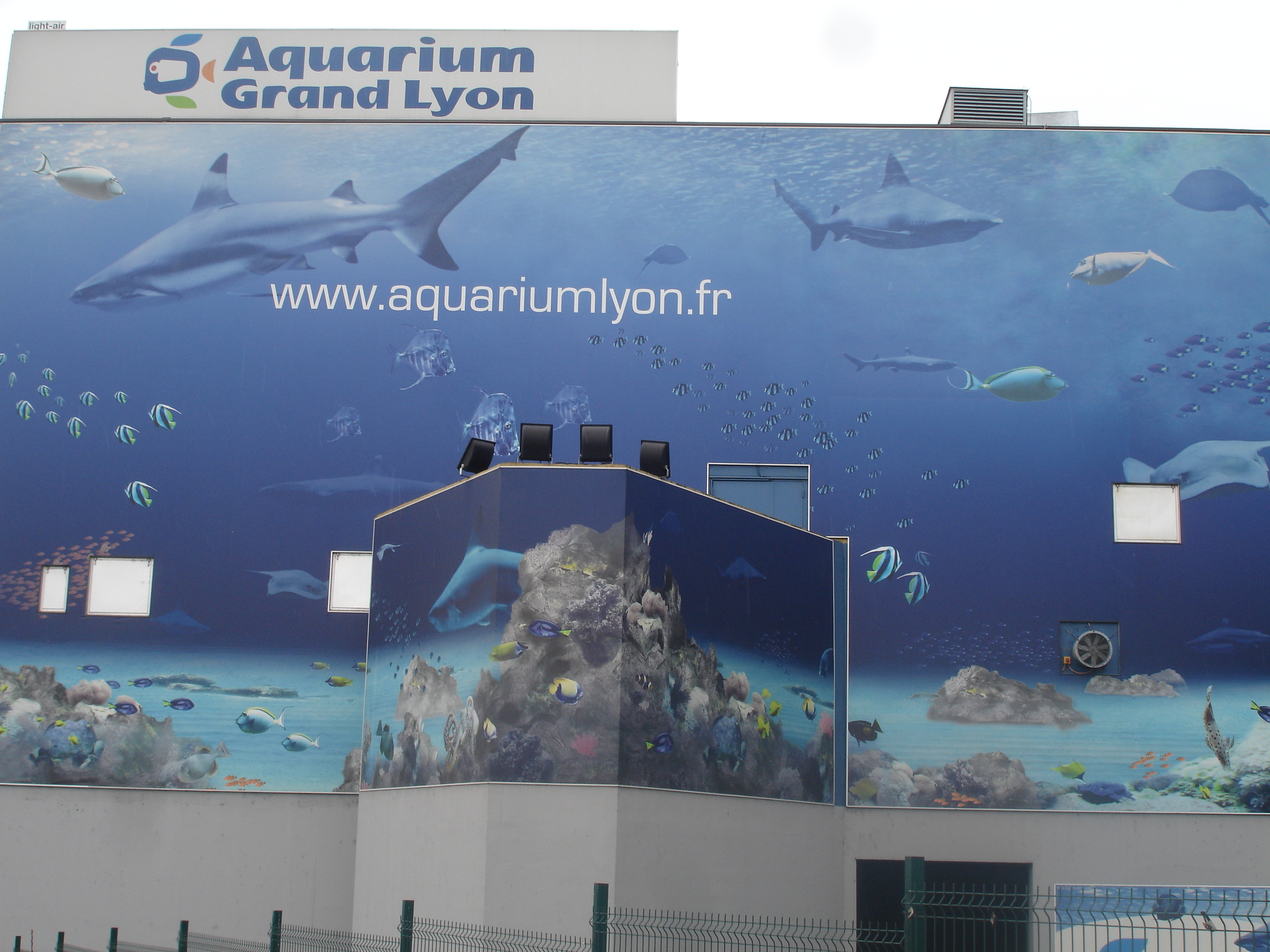
Das Aquarium des Grand Lyon